# TV 2 (Norge)
 For alternative betydninger, se TV2.
 Der er for få eller ingen kildehenvisninger i denne artikel, hvilket er et problem. Du kan hjælpe ved at angive troværdige kilder til de påstande, som fremføres i artiklen.

TV 2 Direkte (frem til 2023 blot TV 2) er Norges største kommercielle tv-kanal. Den drives på public service-vilkår på baggrund af en koncessionsaftale med det norske kulturministerium, der samtidig finansierer en mindre del af kanalen.
Stationen begyndte sine prøvesendinger 13. november 1991 og gik officielt i luften 5. september 1992. Stationen har en seerandel på 17 % (2022).
2022Stationens hovedkvarter er placeret i Bergen og beskæftiger ca. 550 ansatte.
Kanalen blev etableret som følge af en beslutning i Stortinget i 1990. TV 2 Direkte sender på en koncession fra den norske stat, der giver stationen ret til at drive landsdækkende kommercielt tv i det jordbaserede sendenet for fem år ad gangen. For koncessionen betalte TV 2 oprindeligt 150 mio. norske kroner samt en årlig afgift på min. 25 mio. norske kroner, men i de senere år er det ændret, så TV 2 modtager en kompensation fra staten for udgifter forbundet med driften af kanalen; med aftalen frem til 2029 er der tale om 150 millioner NOK årligt. Til gengæld forpligter TV 2 sig til at leve op til en række krav om daglige nyhedsudsendelser, som skal sendes fra en redaktion lokaliseret uden for Oslo, norsksprogede programmer for børn og unge samt en omfattende støtte til og produktion af norsk film og tv-drama.
TV 2 er en af de store medieaktører i Norge og har tidligere ejet medierne Nettavisen og radiostationen Kanal 24.
TV 2 Gruppen driver desuden foruden hovedkanalen tv-kanalerne TV 2 Nyhetskanalen, TV 2 Zebra, TV 2 Livsstil og TV 2 Sport samt streamingtjenesten TV 2 Play. Koncernen ejes siden 2012 af danske Egmont.
Siden 1992 har TV 2 været medlem af European Broadcasting Union.
Stationen skiftede navn til det nuværende i 2023.

## Populære programmer
- Norske Talenter
- Farmen
- God morgen Norge
- Da Damene Dro
- Gutta på tur
- Hotel Cæsar
- Idol
- Senkveld